# Осипов, Владимир Павлович
Владимир Павлович Осипов  (10 февраля 1952, Пярну — 29 июня 2014, Богданович) — советский и российский тренер по лёгкой атлетике. Заслуженный тренер России (2002).

## Биография
Родился 10 февраля 1952 года в Пярну, Эстонской ССР. Позже вместе с семьёй переехал в Казахстан. Там во время учёбы в школе занимался лыжными гонками и лёгкой атлетикой. Был призёром ряда региональных соревнований в беге на 3000 метров. В 1968 году, после окончания школы, он переехал в Свердловск. В 1971 году окончил Свердловский техникум физической культуры. Затем два года служил в рядах Советской Армии, где занимался военным троеборьем и выполнил норматив кандидата в мастера спорта СССР.
С 1974 года жил и работал в городе Богдановиче Свердловской области. В начале карьеры был преподавателем физвоспитания общеобразовательной школы, позднее — тренером в профессионально-техническом училище. В 1980 году окончил заочное отделение факультета физического воспитания Свердловского государственного педагогического института.
В 1987 году по инициативе Осипова в Богдановиче было открыто отделение лёгкой атлетики в местной детско-юношеской спортивной школе. С тех пор до самой смерти Владимир Павлович возглавил это отделение, являясь старшим тренером. С 1992 по 1996 годы работал директором ДЮСШ. Также он входил в число тренеров, работавших со сборной командой Свердловской области.
Наивысших результатов среди его воспитанников достиг Александр Сугоняев — двукратный бронзовый призёр Сурдлимпиад (2001, 2005), 8-кратный чемпион Европы, 15-кратный чемпион России (спорт глухих).
В 2002 году Владимиру Павловичу было присвоено звание «Заслуженный тренер России» по лёгкой атлетике.
Умер 29 июня 2014 года в Богдановиче. Похоронен на новом кладбище Богдановича.
Ежегодно в Богдановиче проводится легкоатлетический турнир его памяти.